# Archimonocelis hasanuddin
Archimonocelis hasanuddin är en plattmaskart som beskrevs av Martens och curini-Galletti 1989. Archimonocelis hasanuddin ingår i släktet Archimonocelis och familjen Archimonocelididae.
Artens utbredningsområde är Indiska oceanen. Inga underarter finns listade i Catalogue of Life.